# 沈艾娣
沈艾娣 FBA（1967年—），英国历史学家、汉学家，牛津大学教授。她的主要研究领域为中西交流史、中国近现代史等。

## 生平
沈艾娣是剑桥大学纽纳姆学院学士、哈佛大学硕士、牛津大学博士。1999年至2006年间任利兹大学中国研究中心讲师。2006年至2012年间赴美国哈佛大学任历史系教授。2012年起出任牛津大学东方学系教授。她是牛津大学何鸿燊中国历史讲座教授，并曾任牛津大学彭布罗克学院与圣十字学院研究员。2017年，她被华东师范大学思勉人文高等研究院聘为讲座教授。
沈艾娣于2014年当选英国国家学术院院士。

## 著作
- 《创造国民——中国的仪式和符号（1911－1929）》（The Making of the Republican Citizen: Ceremonies and Symbols in China, 1911-1929，2000年）
- 《梦醒子：一位华北乡居者的人生（1857－1942）》（The Man Awakened from Dreams: One Man's Life in a North China Village, 1857-1942，2005年）
- 《传教士的诅咒等中国天主教村的民间故事》（The Missionary's Curse and Other Tales from a Chinese Catholic Village，2013年）
- 《危言大译：英国与大清帝国两位通译的不凡人生》（The Perils of Interpreting: The Extraordinary Lives of Two Translators between Qing China and the British Empire，2021年）